# 惠林 (清朝)
惠林（?—?），又名惠泉，字杏田，博尔济吉特氏，蒙古镶白旗人。道光丙午举人，咸丰庚申进士。世袭骑都尉。
钦点翰林院庶吉士，散馆后授编修，历任詹事府左赞善，翰林院侍讲学士、侍读学士，日讲起居注官，庶常馆提调、武英殿提调，咸安宫总裁，甲子科广东乡试副考官，钦加二品銜，光禄寺卿、太常寺卿，都察院左副都御史，理藩院右侍郎。

## 家庭
- 女一，光绪乙亥举人宗室塞堪嫡妻。